# Pierpaolo dalle Masegne

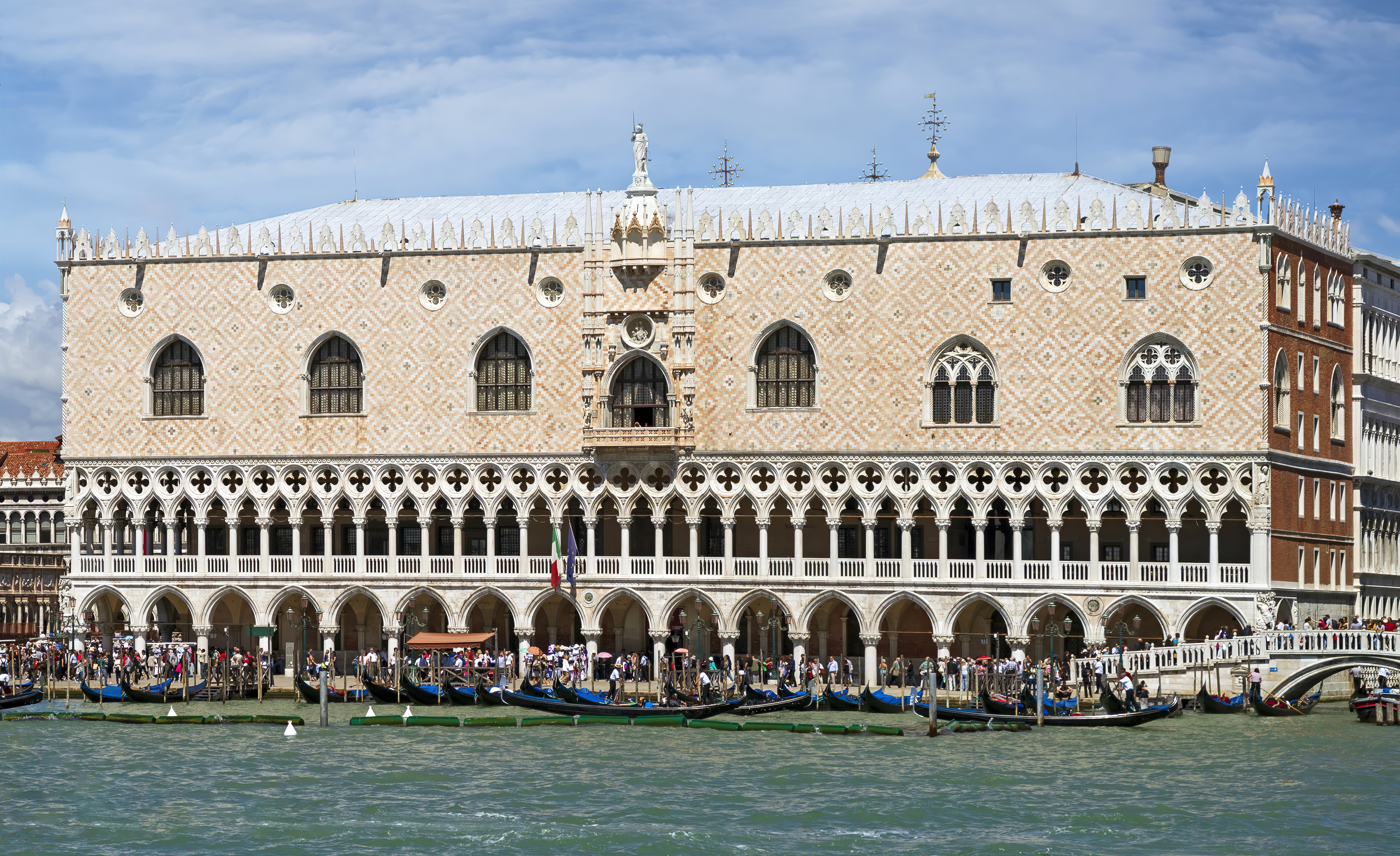
Vista de la ventana central del palacio de los Dogos, su obra más conocida

Pierpaolo dalle Masegne (Venecia,) fue un escultor italiano del período gótico, hermano de Jacobello dalle Masegne.

## Biografía
Pierpaolo trabajó frecuentemente junto a su hermano Jacobello en el taller que ambos tenían en Venecia. En 1368 se documentó la presencia de Pierpaolo en Udine para la construcción de la catedral de dicha localidad.
Los dos hermanos juntos crearon entre 1388 y 1392 el altar de la Basílica de San Francisco en Bolonia y el iconostasio en la Basílica de San Marcos en Venecia. En esta última obra las esculturas de las partes laterales se atribuyen a Pierpaolo.
En 1400, Pierpaolo ayudó a Jacobello en la construcción de la fachada de la Catedral de San Pedro Apóstol en Mantua, obra posteriormente destruida que, no obstante, se puede observar en una pintura de Domenico Morone conservada en el Palazzo Ducale de dicha ciudad. También en Mantua creó la tumba de Margherita Malatesta, esposa de Francesco I Gonzaga. En Vicenza, en la Iglesia de San Lorenzo, creó el Arca de Bartolomeo da Porto en la capilla absidial izquierda.
También en 1400 se le encomendó la decoración de una ventana de la Sala del Maggior Consiglio en el Palazzo Ducale en Venecia.

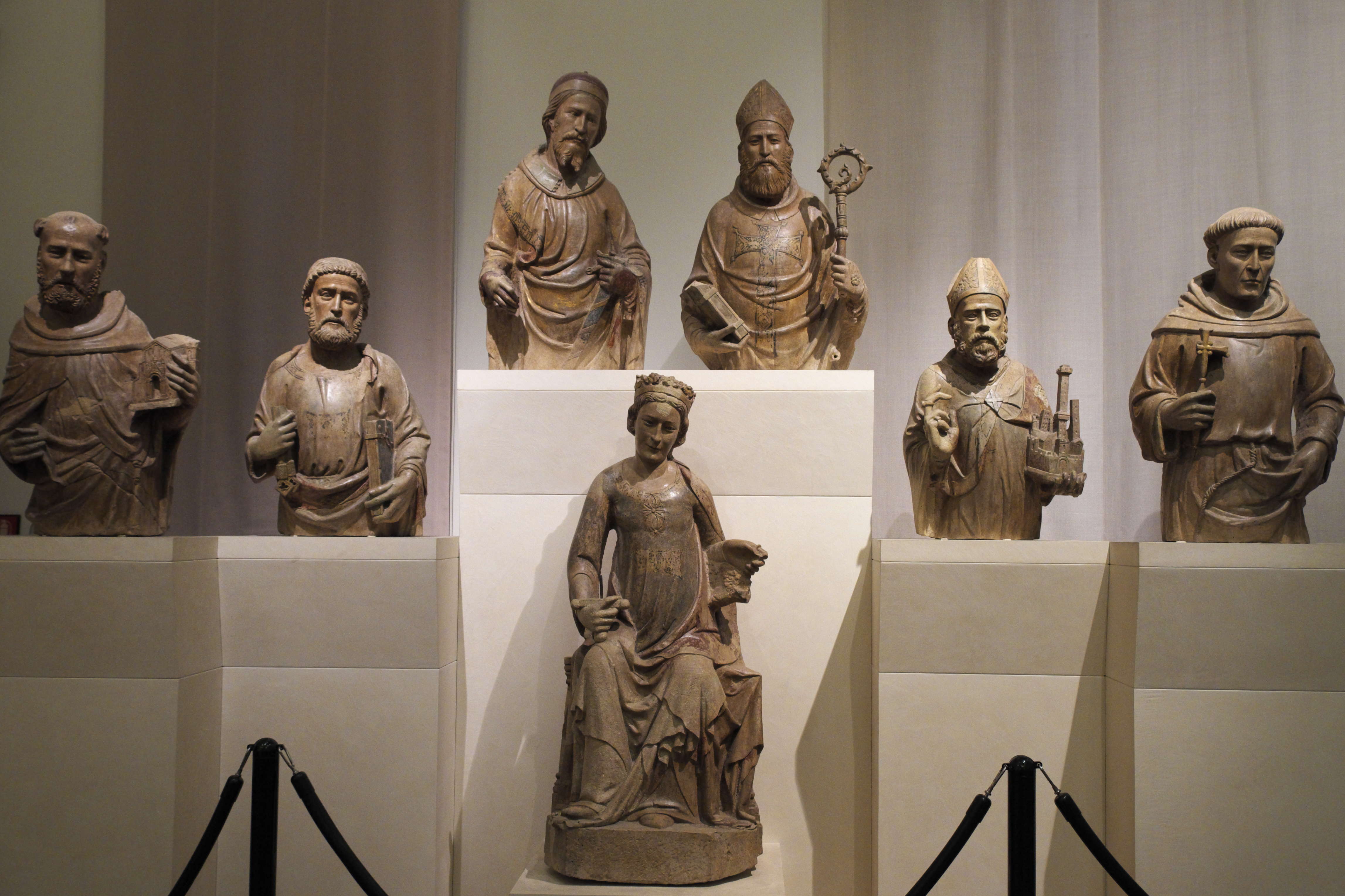
Museo cívico medieval (Bolonia)
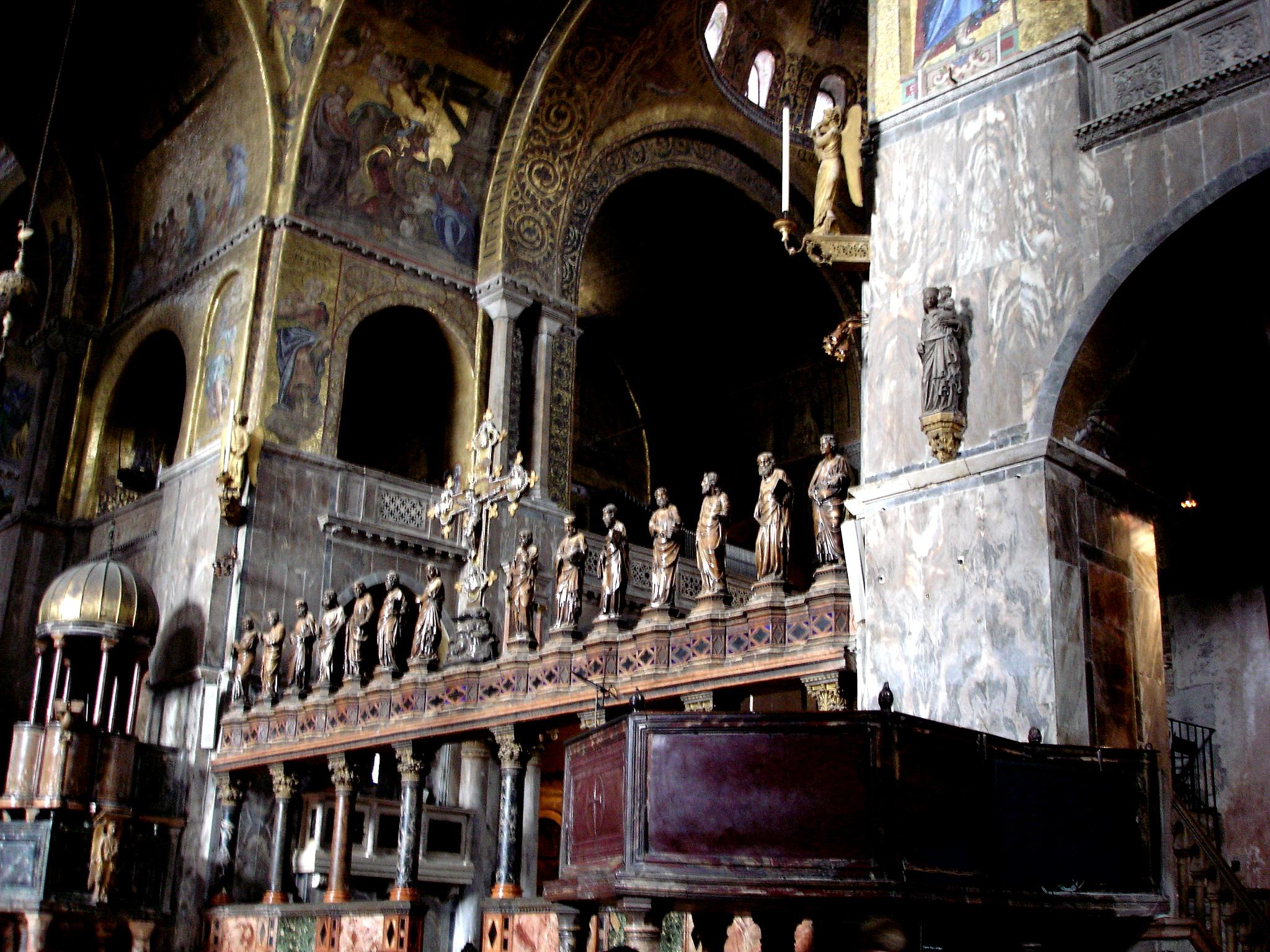
Iconostasio de la basílica de San Marcos (Venecia)
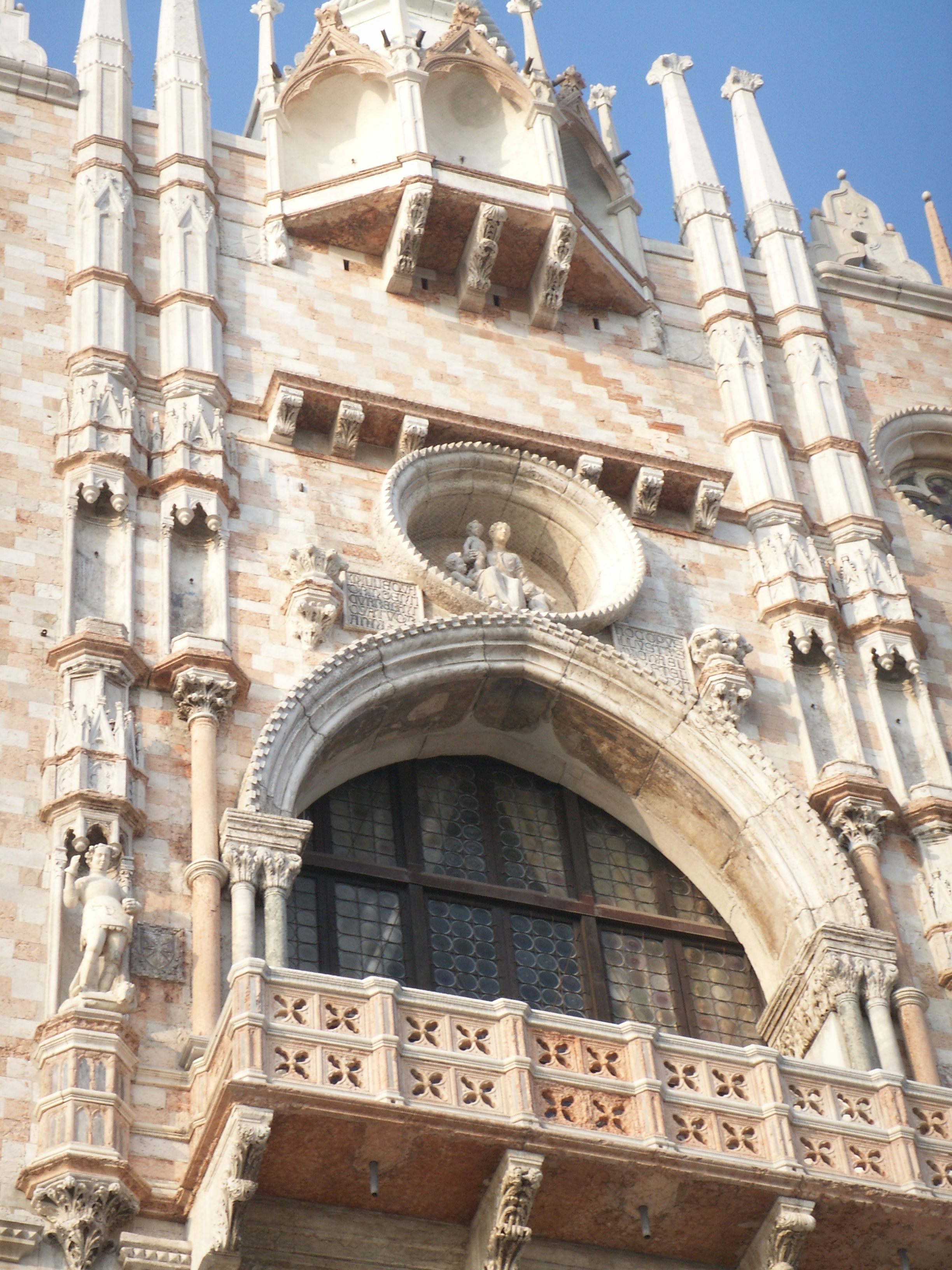
Escorzo de la ventana del Palazzo Ducale (Venecia)
Arca de Bartolomeo da Porto, iglesia de San Lorenzo (Vicenza)Arca de Bartolomeo da Porto, iglesia de San Lorenzo (Vicenza)
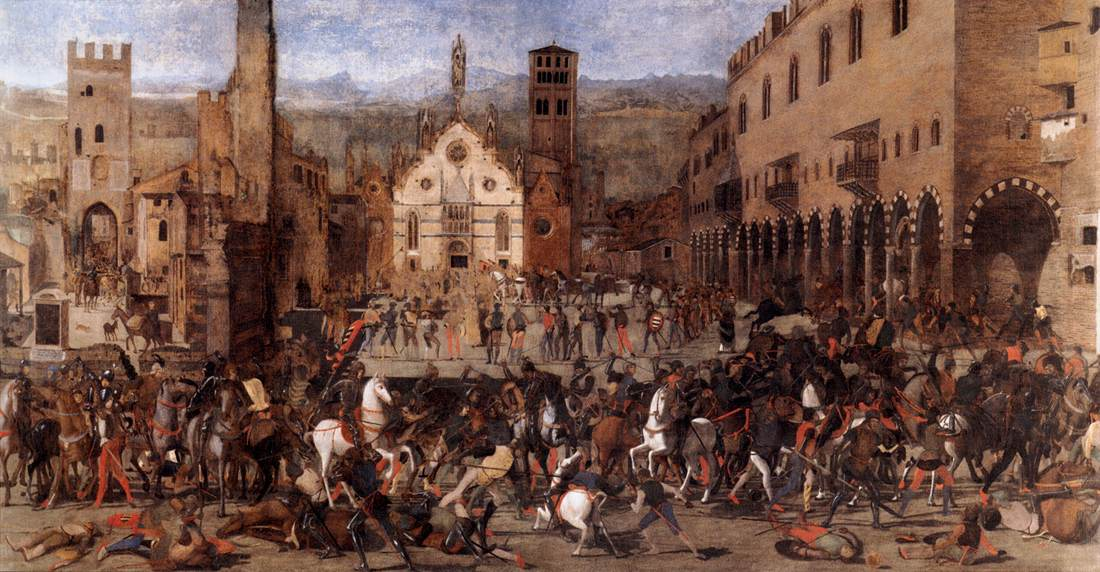
Domenico Morone La cacciata dei Bonacolsi (1494) Mantua, Palacio Ducal